# Julia Jentsch

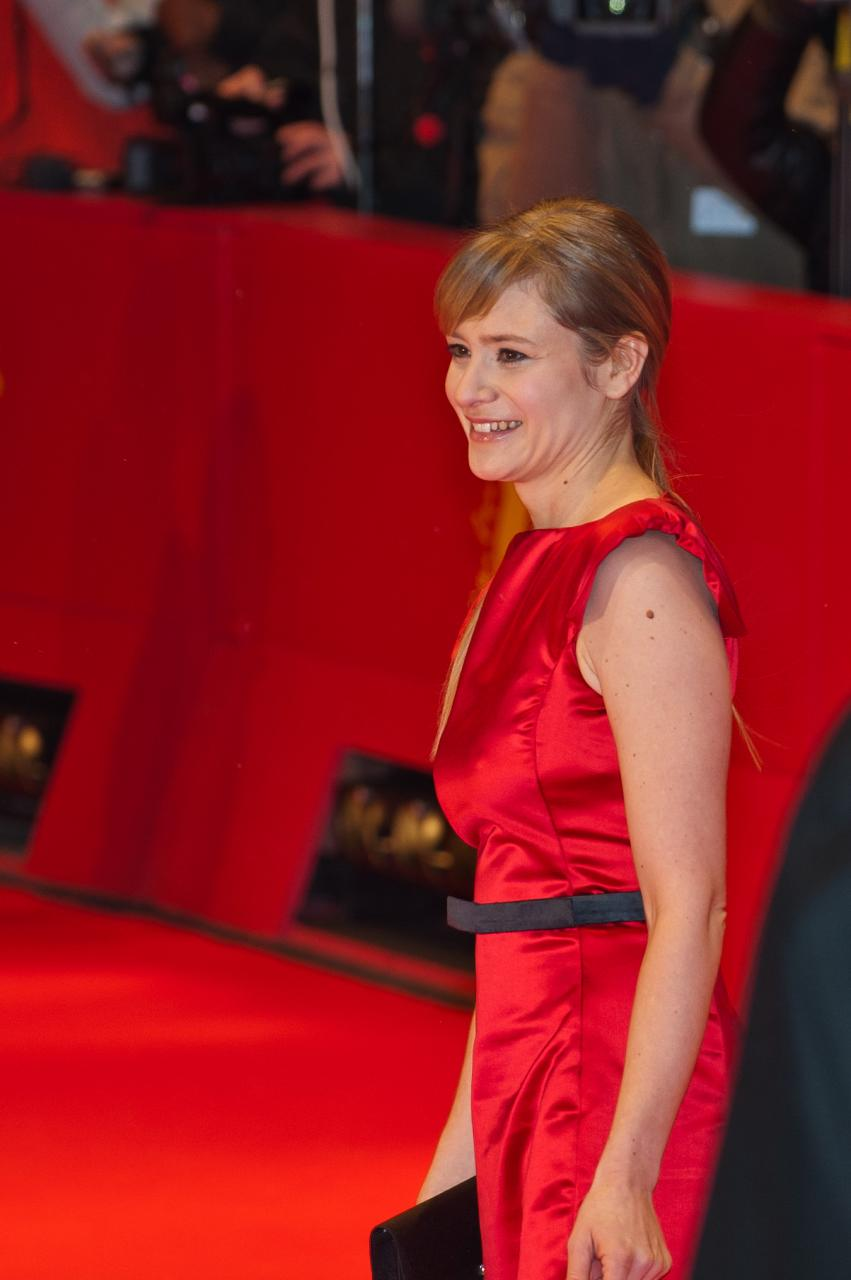
Julia Jentsch na 62. MFF w Berlinie (2012)

Julia Jentsch (ur. 20 lutego 1978 w Berlinie) – niemiecka aktorka filmowa, teatralna i telewizyjna.

## Życiorys
Absolwentka Hochschule für Schauspielkunst „Ernst Busch” w Berlinie. Jako aktorka debiutowała w teatrze, była członkiem zespołu teatralnego „Münchner Kammerspiele”. W 2002 przez czasopismo „Theater heute” uznana została za najlepszą młodą aktorkę.
W 2005 za tytułową rolę w filmie Sophie Scholl – ostatnie dni otrzymała Srebrnego Niedźwiedzia dla najlepszej aktorki na 55. MFF w Berlinie oraz Europejską Nagrodę Filmową dla najlepszej aktorki.
Zasiadała w jury konkursu głównego na 67. MFF w Berlinie w 2017.

## Filmografia
- 1999: Grzeszne pocałunki (Zornige Küsse), jako Katrin
- 2001: Mój brat, wampir (Mein Bruder, der Vampir), jako Nadine
- 2001: Julietta, jako Nicole
- 2001: Die Erpressung – Ein teuflischer Pakt, jako Chrissie Kramer
- 2001: Die Verbrechen des Professor Capellari, jako Christina Hofer
- 2001: Dr. Sommerfeld – Neues vom Bülowbogen, jako Svenja Bergmann
- 2002: Und die Braut wusste von nichts, jako Caroline Mierendorff
- 2003: Bloch, jako Laura
- 2004: Edukatorzy (Die Fetten Jahre Sind Vorbei), jako Jule
- 2004: Upadek (Der Untergang), jako Hanna Potrowski
- 2004: Tatort, jako Johanna Kemmerlang
- 2005: Kraina śniegu (Schneeland), jako Inna
- 2005: Sophie Scholl – ostatnie dni (Sophie Scholl – Die letzten Tage), jako Sophie Scholl
- 2006: Arcyksiążę Rudolf (Kronprinz Rudolf), jako Sarah
- 2006: Obsługiwałem angielskiego króla (Obsluhoval jsem anglického krále), jako Líza
- 2007: Frühstück mit einer Unbekannten, jako Gina Kohlmeier
- 2008: 33 sceny z życia (33 Scenes from Life), jako Julia Szczęsna
- 2009: Zbrodnia na farmie (Tannöd), jako Kathrin
- 2009: Effi Briest, jako Effi Briest
- 2010: Hier kommt Lola!, jako Viktualia „Vicky” Veloso
- 2011: Die Summe meiner einzelnen Teile, jako Petra
- 2012: The Strange Case of Wilhelm Reich, jako Eva Reich
- 2012: Hannah Arendt, jako Lotte Köhler
- 2013: Tata do pary II (Kokowääh 2), jako matka Nicka
- 2014: Die Auserwählten, jako młoda Petra Grust
- 2014: Citizen Soldiers, jako Marguerite Lindenhauser

## Na deskach teatru
- Otello Szekspira w reżyserii Luka Percevala, jako Desdemona
- Orestes Eurypidesa, jako Elektra
- Antygona Sofoklesa, jako Antygona